# Акаєвка
Ака́євка (рос. Акаевка, ерз. Акаевка) — присілок у складі Лямбірського району Мордовії, Росія. Входить до складу Болотниковського сільського поселення.

## Населення
Населення — 6 осіб (2010; 12 у 2002).
Національний склад (станом на 2002 рік):
- росіяни — 100 %